# 공포의 묘지 (1989년 영화)
《공포의 묘지》(영어: Pet Sematary)는 미국에서 제작된 메리 램버트 감독의 1989년 초자연 공포 영화이다. 스티븐 킹이 1983년에 발표한 동명 공포 소설을 처음 영화화한 작품이다. 데일 미드키프 등이 출연하였고, 리처드 P. 루빈스틴 등이 제작에 참여하였다.
2019년 원작 소설을 두 번째로 영화화한 동명 영화가 개봉하였다.

## 출연
- 데일 미드키프
- 프레드 귄
- 데니즈 크로즈비
- 미코 휴스
- 브래드 그린퀴스트
- 마이클 롬바드
- 스티븐 킹
- 척 코트니

## 기타 제작진
- 협력 제작: 랠프 S. 싱글턴
- 배역: 펀 챔피언, 패멀라 배스커
- 미술: 마이클 Z. 해넌